# Pseudeboda
Pseudeboda is een geslacht van vlinders van de familie bladrollers (Tortricidae).

## Soorten
- P. africana Razowski, 1964
- P. gambiae Razowski, 1964